# Altdorf (Baviera)
Altdorf è un comune tedesco di 11 201 abitanti, situato nel land della Baviera.